# Котиџ Гроув (Орегон)
Котиџ Гроув (енгл. Cottage Grove) град је у америчкој савезној држави Орегон.

## Демографија
По попису из 2010. године број становника је 9.686, што је 1.241 (14,7%) становника више него 2000. године.
| Група             | 2000.         | 2010.         |
| Белци             | 7.639 (90,5%) | 8.365 (86,4%) |
| Афроамериканци    | 13 (0,2%)     | 27 (0,3%)     |
| Азијати           | 78 (0,9%)     | 107 (1,1%)    |
| Хиспаноамериканци | 417 (4,9%)    | 774 (8,0%)    |
| Укупно            | 8.445         | 9.686         |